# Sockel 2066
Der Sockel 2066, auch als LGA 2066 bezeichnet, ist ein Prozessorsockel für Intel-Prozessoren mit Kaby Lake-X-Mikroarchitektur mit 4 Prozessorkernen und mit Skylake-X-Mikroarchitektur mit 6, 8, 10, 12, 14, 16 und 18 Prozessorkernen.
Er ersetzt Sockel 2011-3 im Highend-Segment (für Gaming und leistungsstarke Workstations), das Serversegment dieser Architektur deckt Sockel 3647 ab.
Der Sockel unterstützt wie seine Vorgänger Sockel 2011 und 2011-3 einen Quad-Channel-Modus, bei dem auf bis zu 4 DDR4-Speichermodule gleichzeitig zugegriffen werden kann, was eine Verdoppelung der möglichen Transferrate gegenüber Dual-Channel Speichercontrollern ermöglicht.
Der Sockel ist kompatibel zu Skylake X-, W- und Kaby Lake X-Prozessoren.
Abgesehen von Kaby Lake-X gehören alle kompatiblen Prozessoren zur Skylake-SP-Familie und unterstützen damit die neue Befehlssatzerweiterung AVX-512.
Als Chipsatz fungiert der X299 Lewisburg.